# Amilaga geometroides
Amilaga geometroides är en fjärilsart som beskrevs av Walker 1857. Amilaga geometroides ingår i släktet Amilaga och familjen nattflyn. Inga underarter finns listade i Catalogue of Life.